# Jericó (Boyacá)
Jericó é um município no departamento de Boyacá, na Colômbia.